# Teorija redova
Teorija redova je područje matematike koje modelira ponašanje redova. Ovu se teoriju naziva i teorijom masovnog usluživanja (posluživanja). Dio je operacijskih istraživanja u kojima predstavlja metodu koja proučava procese usluživanja slučajno pristiglih jedinica ili zahtjeva za nekom uslugom služeći se pritom matematičkim modelima pomoću kojih se ustanovljava međuzavisnost između dolazaka jedinica, njihova čekanja na uslugu, usluživanja, te na kraju izlaska jedinica iz sustava, radi postizanja optimalna funkcioniranja promatranog sustava. Teorijom redova cilja se postići maksimalne ekonomske učinke odnosno donijeti optimalne odluke. Teorija redova iznimno je velike matematičke složenosti. Kad se dođe do situacije kad klasična teorija masovnog usluživanja ne može pružiti rješenja, prilazi se metodi simulacijskog modeliranja slučajnih procesa, poznatija kao simulacijsko modeliranje Monte Karlo. To se metodom dolazi do približnih rješenja za niz matematičkih problema primjenom statističkog uzorkovanja na računalskim modelima.